# Cadbury
Cadbury UK Ltd. è un'azienda britannica di prodotti alimentari e bevande, con sede a Uxbridge, nel Borough of Hillingdon di Londra. È la seconda azienda al mondo per la produzione di dolciumi, preceduta dalla Mars Wrigley. Dal 2010 fa parte della multinazionale alimentare statunitense Mondelēz International.

## Storia
Nel 1824 John Cadbury, proveniente da una facoltosa famiglia di orientamento quacchero, decise di aprire a Birmingham una bottega per il commercio di tè e prodotti a base di cacao e bevande di cioccolato. Nel 1831 decise di prendere in affitto un sito produttivo di Birmingham e passare così alla manufattura diretta. Nel 1842 fu affiancato nella gestione dal fratello Benjamin, insieme al quale fondò la Cadbury Brothers of Birmingham; l'azienda aprì anche una sede a Londra e nel 1854 fu insignita dalla regina Vittoria dell'onorificenza del Royal Warrant. Nel 1861 John e Benjamin decidono di separarsi e ritirarsi dagli affari (a causa soprattutto di problemi personali di John) e di affidare la guida della società a George e Richard Cadbury, figli di John. Nel 1866 Cadbury lancia (dopo che George riuscì ad ottenere delle materie prime di cacao pregiato dal produttore di cioccolato olandese Coenraad Johannes van Houten) il Cocoa Essence, una specialità considerata uno dei padri nobili del cioccolato. Poco dopo i Cadbury decidono di costruire un nuovo stabilimento a Bournville, distante quattro miglia a sud di Birmingham. L'azienda decide di interrompere la produzione di tè, e dopo aver assunto un mastro pasticciere, Frederic Kinchelman, focalizza la sua attività in prodotti dolciari di alta gamma, tra i quali cioccolatini ripieni, bonbon, mandorlati, nocciolati ecc. Nel 1889 il fondatore John Cadbury muore. Nel 1897 vengono lanciati i primi prodotti di cioccolato a latte. Nel 1899 l'azienda, che già allora impiegava circa 2600 dipendenti, si trasforma in Cadbury Ltd.. Nel 1905 viene messo in commercio il Cadbury Daily Milk: lo scopo è quello di lanciare sul mercato un prodotto in grado di competere con quelli delle maggiori case produttrici di cioccolato svizzero. Nel 1915 viene lanciata la Milk Tray, scatola di cioccolatini senza ornamenti sulla confezione destinata a un consumo quotidiano. Nel 1919 viene decisa la fusione di Cadbury con l'azienda dolciaria J.S. Fry & Sons Ltd: lo scopo principale dell'unione è quello di competere sul mercato interno britannico per contrastare l'espansione delle altre società concorrenti nel settore, prima fra tutte la Rowntree. Vengono così aperti siti produttivi in Tanzania (1921) e Nuova Zelanda (1930). Nel 1929 viene lanciato lo snack Crunchie. A causa dello scoppio della Seconda Guerra Mondiale, il governo britannico impose una razionalizzazione dell'approvvigionamento delle materie a base di cacao, che passò direttamente sotto il controllo del governo, poiché il cioccolato era ritenuto dagli inglesi un alimento indispensabile per soldati e civili. La razionalizzazione terminò nel 1949.                                                                                                                                                            Dopo essersi riposizionata negli anni del dopoguerra, grazie al lancio di prodotti divenuti popolari tra i consumatori inglesi come la barra al cioccolato Picnic nel 1959 e gli ovetti di cioccolato ripieni Fry's Creme Eggs nel 1967 (ribattezzati nel 1971 Cadbury Creme Egg), Cadbury decide nel 1969 di fondersi con il produttore di bevande britannico Schweppes (azienda originariamente fondata da Joseph Schweppes nel 1783 a Ginevra e trasferitasi a Londra nel 1790), leader di mercato nel Regno Unito, dando vita alla Cadbury Schweppes plc. La nuova entità procede ad acquisizioni di aziende minori tra cui Sunkist, Canada Dry, Typhoo Tea.  Vengono inoltre lanciati nuovi prodotti come Curly Wurly e Picnic. Nel 1978 Cadbury rileva per 58 miliardi di $ la società dolciaria del Connecticut Peter Paul Candy Manufacturing Company Inc., che viene fusa con la filiale statunitense del gruppo britannico Cadbury U.S. diventando così la sua divisione nel mercato americano, e prende possesso dei brand Mounds e Almond Joy, snack popolarissimi fra i consumatori a stelle e strisce. Nel 1981 viene immessa sul mercato inglese la barra al cioccolato Wispa. Nel 1982 viene rilevata la Duffy Mott, azienda degli Stati Uniti specializzata in succhi e prodotti a base di frutta. Nel 1984 viene lanciato nel Regno Unito lo snack Twirl; nel 1985 viene lanciata la barretta Boost, messa in commercio però solo nei Paesi anglosassoni. Nello stesso anno viene ceduta parte della divisione alimentari e bevande alla Premier Brands. Nel gennaio del 1988 viene rilevata per £94 milioni la Chocolat Poulain, antica impresa dolciaria francese, che diventa il suo distributore nel Paese transalpino; nello stesso anno, la società decide di cedere le sue attività ed i relativi brand detenuti nel mercato degli Stati Uniti alla Hershey Foods. Nel 1989 vengono rilevate le industria dolciarie del Regno Unito Trebor e Basset's , le quali vengono fuse nel 1990 per dare origine alla sussidiaria Trebor-Basset. Nel 1992 viene lanciata la barra di cioccolato Time Out. Nel 1994 Cadbury effettua una nuova acquisizione in Francia rilevando dalla finanziaria di investimenti Holdor la Chocolate d'Or, azienda di produzione di cioccolato già in passato appartenente al gruppo italiano Buitoni-Perugina. Nel 2000 la compagnia stringe un accordo con la società britannica attiva nel ramo del freddo Frederick's Dairies per la messa in commercio di alcuni dei suoi brand dolciari in versione gelato; nel 2013 Frederick's Dairies sarà rilevata dall'altro produttore di gelati del Regno Unito R&R , la quale subentrerà come manifatturiera. R&R si trasformerà poi nel 2016 in Froneri, da allora nuova licenziataria di Cadbury nel segmento gelati. Nel 2001 viene immessa sul mercato la barra di cioccolato e cereali Brunch. Nel 2003 rilevando la Adams Confectionery dalla Pfizer Cadbury ottiene la proprietà dei marchi Halls e Trident; susseguentemente viene fondata la Cadbury Adams LLC, nuova filiale statunitense della compagnia. Nel 2007 viene rilevata la Intergum, azienda dolciaria turca leader nella produzione di gomme nel Paese. Nel maggio 2008 le attività alimentari di Cadbury sono state separate dalla divisione statunitense delle bibite gassate che ha preso la denominazione di Dr Pepper Snapple Group Inc.. Nel 2013 vengono lanciati i Crunchums, snack di cereali al mais ricoperti di cioccolato, e i Crispello, sacchetti di cioccolatini al latte. Nel 2016 viene lanciata una nuova versione con ripieno di wafer della barra Time Out, chiamata appunto Time Out Wafer, in sostituzione di quella già esistente.

### Settore bevande: Schweppes
Dopo la fusione con la Schweppes avvenuta nel 1969, le attività nel settore bevande del gruppo vengono scorporate nell'appositamente costituita Schweppes Beverages Ltd. Il business non viene tuttavia messo in secondo piano: nel 1973 viene rilevata l'azienda vinicola Courtney Wines International, acquisizione che permette a Schweppes l'ingresso nel mercato degli alcolici; nel 1974 vengono rilevate le attività e la licenza di produzione di Pepsi Cola in Sudafrica. Nel 1986 viene rilevata la divisione bevande della RJR Nabisco , che porta in dote al gruppo i marchi Canada Dry e Sunkit. Nel dicembre dello stesso anno, Cadbury Schweppes e The Coca-Cola Company siglano un accordo per la creazione di una joint venture denominata Coca Cola & Schweppes Beverage  (CCSB) in cui Cadbury Schweppes detiene il 51 delle quote e Coca-Cola Co. il restante 49%, per l'imbottigliamento e la distribuzione dei rispettivi prodotti nel mercato del Regno Unito. La combinazione del proprio business con quello di Coca-Cola comporterà per Cadbury Schweppes anche la fine del suo rapporto di franchising con PepsiCo nel Paese britannico. La joint venture tra Schweppes e il colosso americano delle bevande avrà termine nel 1996, quando la società inglese cederà il suo 51% detenuto in CCSB a Coca Cola Enterprises, una sussidiaria del gruppo statunitense: da quel momento in poi tutti i marchi precedentemente detenuti da Schweppes nel Regno Unito diventano di proprietà di Coca-Cola Co. Nei primi anni novanta Cadbury Schweppes acquista il 25% del capitale di Dr.Pepper/Seven Up Inc., terzo produttore di bevande negli Stati Uniti; Cadbury prenderà il controllo totale della società all'inizio del 1995. Nel 1998 viene formata una joint venture con Carlyle Group denominata The American Bottling Group (60% delle quote Carlyle e 40% Cadbury Schweppes) per acquisizioni mirate di produttori di bevande. Nel 1999, sempre attraverso una partnership con Carlyle Group nella quale Cadbury Schweppes investe per il 40% e Carlyle per il 53% del capitale, viene rilevata Dr. Pepper/Seven Up Bottling Group, ramo di distribuzione negli Stati Uniti della compagnia.  Nel 2000 viene rilevata un'altra compagnia statunitense di soft drinks, la Snapple Beverage Co.: l'acquisizione porta in dote al gruppo fra gli altri i brand Snapple e Royal Crown Cola. Nel 2001 Cadbury Schweppes acquisisce il ramo dei soft drinks di Pernod Ricard, permettendo alla società britannica di includere nel proprio portafoglio il brand Orangina, seconda bevanda analcolica per quote di mercato nel mercato francese. Nello stesso anno viene ceduta la proprietà del brand Royal Crown Cola eccetto per il mercato nordamericano alla Cott Corp.  Nel 2002 tramite la divisione Snapple Beverage viene effettuata un'altra operazione nel mercato degli Stati Uniti, con l'acquisto del produttore di bevande Nantucket Nectars. Nel 2006 Cadbury rileva la quota del 53% in mano a Carlyle in Dr. Pepper/Seven Up Bottling, diventandone unico azionista. Nel 2008 il ramo delle bevande di Cadbury Schweppes nel mercato nordamericano viene scisso da quello alimentare, creando così un'entità separata denominata Dr Pepper Snapple Group Inc.; l'operazione di demerger ha avuto un costo per la compagnia di £5,4 miliardi.

## Situazione attuale
Cadbury è stata acquisita da Kraft Foods per 11 miliardi di £ tramite un takeover nel febbraio 2010, e nello stesso momento è stata cancellata dal FTSE 100 Index del London Stock Exchange (di cui aveva fatto parte sin dalla creazione dell'indice azionario), trasformandosi da public company a limited. Nel 2012 Kraft Foods ha effettuato la separazione delle sue attività alimentari nei mercati del Nord America con quelle detenute nel resto del mondo (concentrate nel settore dolciario) dando vita alla multinazionale del largo consumo Mondelēz International, nella quale è stata assorbita la Cadbury (divenuta da allora una sussidiaria di Mondelez). Nel gennaio 2018 la divisione Dr Pepper Snapple Group di Cadbury viene rilevata dalla compagnia Keurig Green Mountain, facente capo alla finanziaria di investimenti tedesca JAB: il nuovo gruppo ha preso il nome di Keurig Dr Pepper. Il fatturato 2018 di Cadbury Uk è stato pari a £122,39m con utili pari a £31,7m.

## Azionariato
- Kraft Foods UK IP & Production Holdings Ltd. 100%